# Samsonovy lišky
Samsonovy lišky (hebrejsky: שועלי שמשון, Šualej Šimšon) bylo izraelské komando během první arabsko-izraelské války.
Členem této jednotky byl i Uri Avnery, jenž napsal píseň s názvem „Samsonovy lišky,“ která se stala neoficiální hymnou jednotky. Uri Avnery se později stal výrazným obhájcem izraelsko-palestinského míru a osobním přítelem Jásira Arafata.
V roce 2002 byla jednotka obnovena a dnes spadá pod velení brigády Givati. Většina jejích úkolů je držena v tajnosti, ačkoliv je známé, že oblast její působnosti je zřejmě Pásmo Gazy, a je považována za jednu z nejlepších průzkumných jednotek Izraelských obranných sil (IOS).
Název jednotky je odvozen z biblického příběhu soudce Samsona:
| „                     | (Samson) odešel a pochytal tři sta lišek. Potom vzal pochodně, otočil vždy dvě lišky ocasy k sobě a mezi ně připevnil pochodeň. Pochodně zapálil a lišky pustil do nepožatého obilí Pelištejců. Zapálil jak kopky, tak nepožaté obilí, dokonce i vinice a olivy. | “ |
| — Kniha Soudců 15:4-5 | |   |

Díky tomuto příběhu je zobrazení lišky i v logu Jižního velitelství IOS.